# Jan Roman Starck
Jan Roman Starck (ur. 11 sierpnia 1926 we Lwowie, zm. 22 marca 2017) – polski specjalista chemii rolnej i nawożenia roślin ogrodniczych, prof. dr hab.

## Życiorys
W 1951 ukończył studia w Szkole Głównej Gospodarstwa Wiejskiego w Warszawie, następnie podjął pracę na macierzystej uczelni. W 1961 obronił pracę doktorską, w 1966 habilitował się, w 1989 otrzymał tytuł profesora. W latach 1967–1969 był prodziekanem Wydziału Ogrodnictwa, w latach 1982-1994 kierował Katedrą Uprawy Roli i Nawożenia Roślin Ogrodniczych.
Od 1983 był członkiem zwyczajnym Towarzystwa Naukowego Warszawskiego.  Piastował między innymi funkcję  przewodniczącego Sekcji Nauk Rolniczych Towarzystwa Naukowego Warszawskiego. Był członkiem honorowym Polskiego Towarzystwa Nauk Ogrodniczych oraz Komitetu Nauk Ogrodniczych Polskiej Akademii Nauk.
Był żonaty z Zofią Starck.

## Odznaczenia
- Krzyż Kawalerski Orderu Odrodzenia Polski (1975)[4],
- Złoty Krzyż Zasługi (1969)[4],
- Medal Komisji Edukacji Narodowej
- Złota odznaka NOT (1976)[4],
- Odznaka Honorowa „Za Zasługi dla SGGW”.